# Yang Yang (ur. 1977)
Yang Yang (S) (chiń. upr. 杨阳; chiń. trad. 楊陽; pinyin Yáng Yáng, ur. 14 września 1977 w Changchun) – chińska łyżwiarka startująca w short tracku, medalistka olimpijska.
Yang Yang startowała na trzech Zimowych Igrzyskach Olimpijskich. Największe sukcesy odniosła na Igrzyskach Olimpijskich w 1998, gdzie zdobyła trzy srebrne medale: w wyścigach indywidualnych na 500 m i 1000 m oraz w wyścigu drużynowym na 3000 m. Na kolejnych Igrzyskach w 2002 zdobyła srebrny medal w wyścigu drużynowym na 3000 m oraz brązowy medal w wyścigu indywidualnym na 1000 m.
Yang Yang startując w zawodach nosiła identyfikator „(S)” – od angielskiego „small”, co odnosiło się do tego, że była młodsza od innej chińskiej zawodniczki w short tracku Yang Yang (A). Obie startowały w tym samym okresie i każda z nich zdobyła po pięć medali olimpijskich. W 2002, w tym samym wyścigu na 1000 m obie stanęły na podium: Yang Yang (A) zajęła 1. miejsce, a Yang Yang (S) – 3. miejsce. Yang Yang (S) wycofała się wcześniej ze sportu, mimo to Yang Yang (A) nadal używa podczas zawodów swojego identyfikatora.